# Miseno (mitologia)
Miseno (Μισηνός), figlio del troiano Eolo, è un personaggio della mitologia italica,  trombettiere dell'esercito di Troia nell'Eneide di Virgilio. Da lui prende il nome Capo Miseno.

## Etimologia
Μισηνός, Misenos => μισός misos "odio" : Misenos "colui che è odiato", "colui che odia".

## Mito
Nel terzo libro è citato di sfuggita, quando manda il segnale ai compagni per attaccare le Arpie con "il cavo bronzo" (III, 239-240). 

Nel sesto libro viene trovato cadavere, vittima di indigna morte; qui per la prima volta è ricordata la sua grande amicizia con Ettore accanto al quale aveva combattuto a Troia lituo... et hasta prima di unirsi a Enea (VI, 162-170). La sua fine, prevista dalla Sibilla come necessario sacrificio umano per permettere l'accesso di Enea all'Ade, era avvenuta per volere del dio Tritone (inter saxa virum spumosa immerserat unda, 174), invidioso della sua arte; che Miseno , demens, aveva osato sfidare con la sua cava conchiglia (...forte cava dum personat aequora concha, 171-174). 

Enea con i compagni costruisce un santuario per dargli sepoltura, e lo invoca perché dunque gli sia concesso il "ramo d'oro" necessario per discendere agli Inferi (175-189). Durante il rito funebre, un ruolo importante viene svolto da Corineo, troiano che riapparirà nell'ultimo libro del poema; è stato dunque ipotizzato che Miseno e Corineo fossero parenti.